# Türkisch-ukrainische Beziehungen
Die Türkisch-ukrainischen Beziehungen sind das zwischenstaatliche Verhältnis zwischen der Türkei und der Ukraine. Beide Länder haben zwar keine Landgrenze miteinander, sind sich jedoch als Anrainerstaaten des Schwarzen Meers geografisch nahe. Beziehungen zwischen den Vorgängergebilden der heutigen Länder lassen sich um mehrere Jahrhunderte zurückverfolgen. So beherrschte das Khanat der Krim (ein Vasall des Osmanischen Reiches) vom 15. bis zum 18. Jahrhundert die Krim und Teile der Südukraine und interagierte mit den Kosaken, die Feldzüge bis nach Istanbul durchführten. Mit der russischen Eroberung der Krim flohen viele Krimtataren nach Anatolien. Die kurzlebige Ukrainische Volksrepublik von 1917 wurde von dem Osmanischen Reich anerkannt, bevor diese in die Republik Türkei überging und die Ukraine Teil der Sowjetunion wurde. Mit dem Zerfall der Sowjetunion 1991 etablierte die Türkei diplomatische Beziehungen zur unabhängigen Ukraine und die bilateralen Beziehungen entwickelten sich danach positiv. So unterzeichneten beide Länder 2011 ein strategisches Partnerschaftsabkommen und 2022 ein Freihandelsabkommen. Nach dem Beginn des Russischen Überfalls auf die Ukraine 2022 fungierte die Türkei als Mediator für russisch-ukrainische Friedensverhandlungen, Gefangenaustausche und die Initiative für den sicheren Transport von Getreide und Lebensmitteln aus ukrainischen Häfen.

## Geschichte

### Frühe Beziehungen

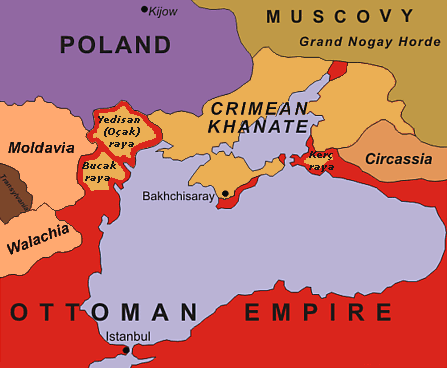
Gebiete des Khanat der Krim um ca. 1600

Das Osmanische Reich begann den Schwarzmeerraum in der zweiten Hälfte des 15. Jahrhunderts zu dominieren. Im Jahr 1475 eroberte es die genuesischen Kolonien auf der Krim und im Jahr 1478 erkannte das Krim-Khanat die Oberhoheit der Osmanen an, deren Vasallenstaat sie wurden. Im späten 15. Jahrhundert begannen die Krimtataren eine 200-jährige Kampagne von Überfällen auf ukrainische Gebiete, unabhängig oder gemeinsam mit den Osmanen, um Sklaven und Güter zu erbeuten, die auf Märkten im Nahen Osten verkauft wurden. Einige entführte Sklaven erreichten hohe Positionen bei den Janitscharen und die Galizierin Roksoliana wurde als Frau von Süleyman I. sogar politisch sehr einflussreich. Die Osmanen und das Krim-Khanat standen im 15.–17. Jahrhundert in ständigem Kontakt mit den ukrainischen Kosaken (deren Aufkommen in Teilen eine Reaktion auf osmanische und tatarische Raubzüge war) und der polnisch-litauischen Adelsrepublik.
Mit dem Aufstieg der Saporoger Kosaken Mitte des 16. Jahrhunderts leisteten die Kosaken organisierten Widerstand und führten Angriffe auf türkisch-tatarische Zentren in der südlichen Ukraine und auf das osmanische Kernland durch, wobei sie sogar mehrfach Istanbul attackierten. Allerdings suchten ukrainische Kosakenführer auch Bündnisse mit den Osmanen: So unterstellte sich Hetman Petro Doroschenko 1669 dem osmanischen Sultan, um Unterstützung im Kampf gegen Polen zu erhalten. Die Osmanen beherrschten daraufhin kurzzeitig Teile der rechtsufrigen Ukraine, wurden jedoch bis Ende des 17. Jahrhunderts weitgehend zurückgedrängt. Mit der Eroberung der Krim durch Russland 1774–1783 endete der osmanische Einfluss in der Südukraine endgültig. Infolge der Annexion der Krim von 1783 wanderten große Teile der muslimisch-tatarischen Bevölkerung ins Osmanische Reich aus, bis 1922 insgesamt etwa 1,8 Millionen. Ihre Nachkommen (geschätzt 3–5 Millionen Menschen) bilden bis heute eine bedeutende Gemeinschaft krimtatarischer Abstammung in der Türkei.
Im Ersten Weltkrieg gehörte das Osmanische Reich zu den ersten Mächten, die die unabhängige Ukrainische Volksrepublik anerkannten. Am 9. Februar 1918 unterzeichnete die Zentralna Rada der Ukrainischen Volksrepublik einen Friedensvertrag mit den Mittelmächten (Brotfrieden von Brest-Litowsk), worin die Osmanen die Ukraine als souveränen Staat anerkannten und diplomatische Missionen austauschten. Auch nach Gründung der Ukrainischen SSR 1922 unterhielt die junge Republik Türkei zunächst separate politische, wirtschaftliche und kulturelle Kontakte mit der Sowjet-Ukraine und schloss einen Freundschaftsvertrag („Vertrag über Freundschaft und Bruderschaft“). Ab 1923 wurden diese Beziehungen jedoch vollständig in den diplomatischen Rahmen der Sowjetunion integriert, sodass es bis 1991 keine eigenständigen bilateralen Beziehungen zwischen Ankara und Kiew mehr gab. Da die Türkei erst neutral und dann ab 1952 ein Teil der NATO war, blieben die kulturellen und wirtschaftlichen Kontakte zur Ukrainischen Sowjetrepublik eher eingeschränkt.

### Nach der Unabhängigkeit der Ukraine
Die Türkei erkannte die Ukraine unmittelbar nach deren Loslösung von der UdSSR am 16. Dezember 1991 diplomatisch an. Am 3. Februar 1992 wurden formelle diplomatische Beziehungen aufgenommen, und beide Länder eröffneten Botschaften in Ankara bzw. Kiew. In den folgenden Jahren entwickelte sich ein partnerschaftliches Verhältnis. Beide Staaten kooperierten in regionalen Initiativen wie der 1992 gegründeten Schwarzmeer-Wirtschaftskooperation (BSEC). 2003 wurde die Ukraine vom damaligen türkischen Präsidenten Ahmet Necdet Sezer als „Schwerpunktland“ bezeichnet und nach der Orangen Revolution vertieften sich die Kontakte weiter. 2004 wurde ein Aktionsplan zur Vertiefung der Beziehungen verabschiedet und 2011 vereinbarten die Präsidenten beider Länder die Einrichtung eines Hohen Strategischen Rates zur engeren gegenseitigen Koordinierung, womit das Verhältnis den Status einer strategischen Partnerschaft erhielt. Auch wirtschaftlich wurde die Kooperation ausgebaut und 2017 Reisefreiheit zwischen beiden Ländern eingeführt.

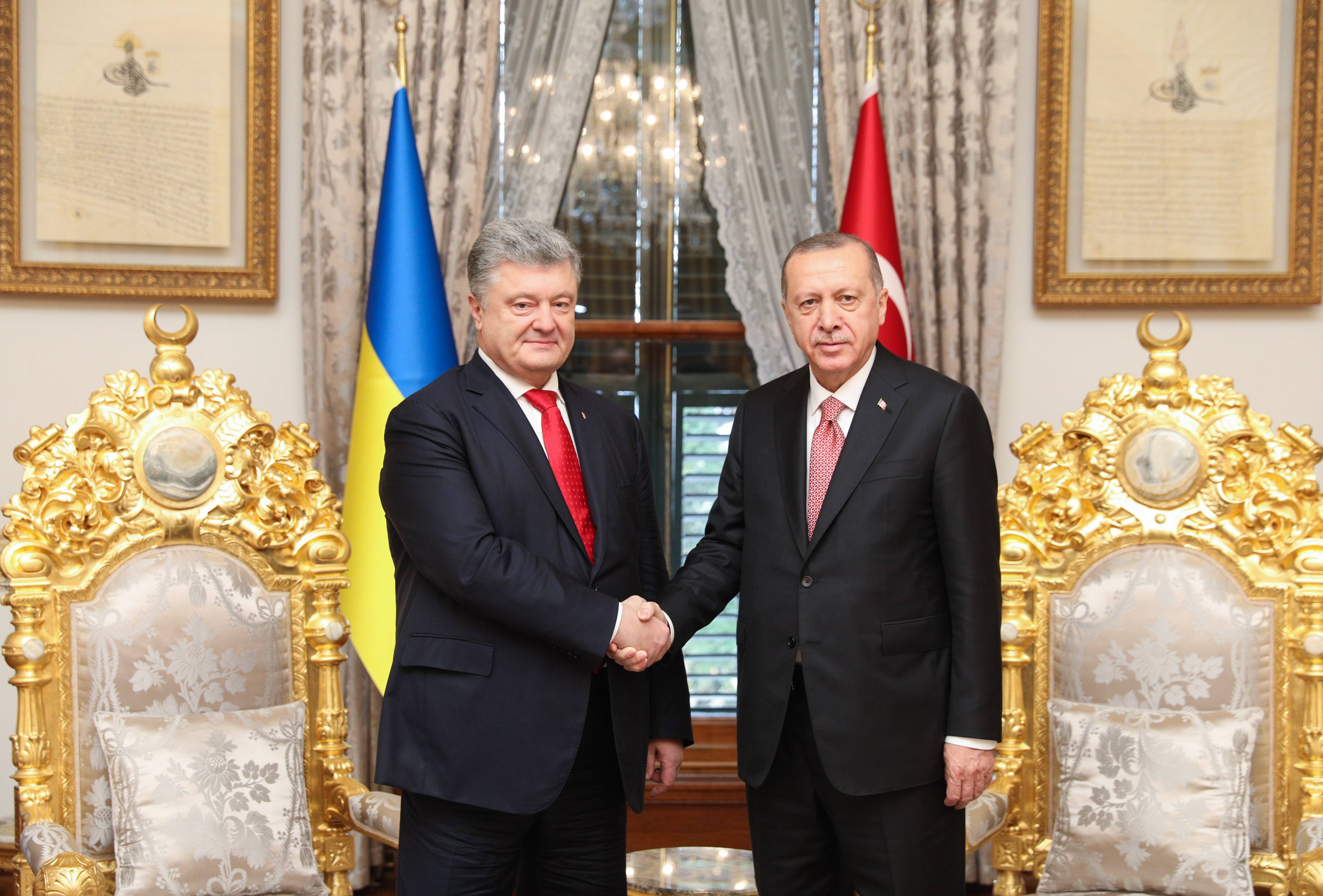
Petro Poroschenko mit Recep Tayyip Erdoğan (2018)

Nach der völkerrechtswidrigen Annexion der Krim durch Russland 2014 stellte sich die Türkei klar auf die Seite der Ukraine. Ankara erkannte die Annexion nicht an und betonte die Unterstützung für die territoriale Integrität der Ukraine. Dabei spielte auch die türkische Eigenwahrnehmung als Schutzmacht der Krimtartaren eine Rolle. Präsident Recep Tayyip Erdoğan erklärte dazu später: „Russland hat die Krim usurpiert… die Dinge können so nicht weitergehen mit einer Besatzungsmentalität“. Deshalb half die Türkei auch 2021 bei dem Aufbau der Krim-Plattform und half bei der Freilassung inhaftierter krimtatarischer Aktivisten.
Nach dem Beginn des Russisch-Ukrainischer Kriegs half das NATO-Mitglied Türkei bei der Modernisierung der ukrainischen Streitkräfte. Türkische Firmen verkauften der Ukraine moderne Kampfdrohnen vom Typ Bayraktar TB2, die ab 2019 an die ukrainische Armee geliefert und 2021 erstmals im Donbas-Konflikt eingesetzt wurden. 2020 vereinbarten beide Länder außerdem den Kauf und Gemeinschaftsbau von Kriegsschiffen der türkischen Ada-Korvettenklasse für die ukrainische Marine. Gleichzeitig unterhielt die Türkei allerdings auch gute Beziehungen zu Russland. In den späten 2010er-Jahren schloss die Türkei mit Moskau den Bau der Gaspipeline TurkStream ab, welche die Ukraine als Gastransitland umgeht, und kaufte russische S-400-Luftabwehrsysteme.
In den Jahren 2020/21 erreichten die Beziehungen eine neue Qualität. Ankara unterstützte ausdrücklich die Annäherung der Ukraine an die NATO und EU. Im Oktober 2020 wurde ein neuer Konsultationsmechanismus im 2+2-Format („Quadriga“ aus Außen- und Verteidigungsministern) ins Leben gerufen. Am 3. Februar 2022 – kurz vor Kriegsbeginn – unterzeichneten beide Regierungen nach zwölfjährigen Verhandlungen ein umfassendes Freihandelsabkommen. In Anwesenheit von Erdoğan und dem ukrainischen Präsidenten Wolodymyr Selenskyj wurden bei einem Treffen in Kiew zugleich weitere Abkommen über vertiefte militärische Zusammenarbeit abgeschlossen.

#### Russische Invasion der Ukraine

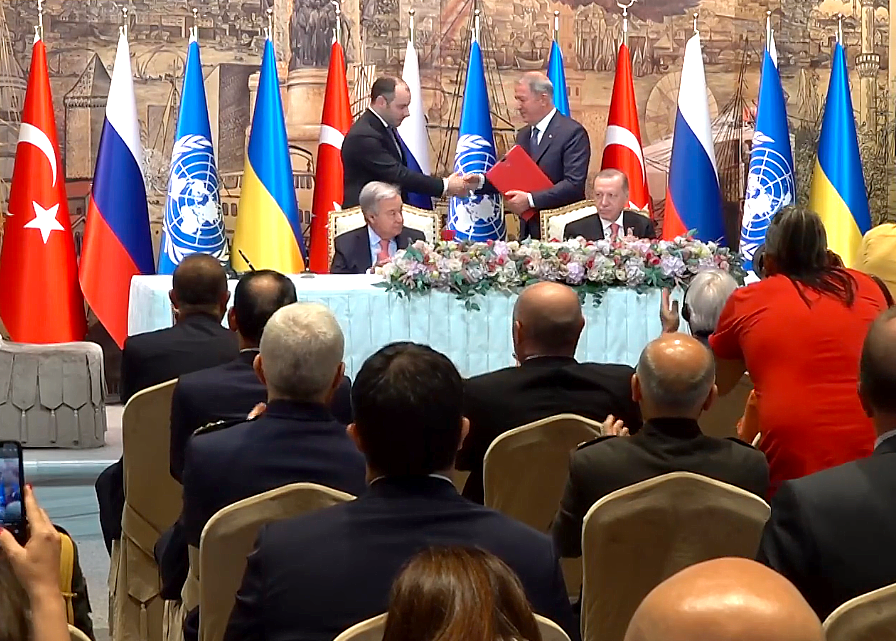
Unterzeichnung des Getreide-Abkommens in Istanbul (2022)

Nach dem großangelegten Angriff Russlands auf die Ukraine im Februar 2022, verurteilte Ankara zwar den russischen Überfall, verhängte jedoch – anders als westliche Staaten – keine eigenen Sanktionen gegen Russland. Bereits am 27. Februar 2022, nur wenige Tage nach Kriegsbeginn, kündigte die türkische Regierung an, das Montreux-Abkommen strikt anzuwenden und somit Kriegsschiffen die Durchfahrt durch den Bosporus zu verwehren. Zugleich bot Ankara offen seine Dienste als Mediator an. Im März 2022 fanden unter türkischer Gastgeberschaft Friedensverhandlungen zwischen ukrainischen und russischen Delegationen in Antalya und Istanbul statt. Zwar brachten diese Gespräche keinen Durchbruch, dennoch konnte Ankara im Sommer 2022 einen bedeutenden Erfolg erzielen – nämlich die Einigung auf ein internationales Abkommen zur Entschärfung der drohenden Ernährungskrise. Im Juli 2022 unterzeichneten Vertreter der Ukraine, Russlands, der Türkei und der UNO in Istanbul die Getreide-Initiative zur sicheren Ausfuhr ukrainischen Getreides über das Schwarze Meer. Das Abkommen erlaubte bis Juli 2023 die Verschiffung von rund 33 Mio. Tonnen Getreide aus ukrainischen Häfen unter türkischer Vermittlung, bevor das Abkommen von Russland aufgekündigt wurde.
Auch im humanitären Bereich spielte Ankara eine Schlüsselrolle: So vermittelte die Türkei im September 2022 den bis dahin größten Gefangenenaustausch zwischen der Ukraine und Russland. Präsident Selenskyj dankte persönlich seinem türkischen Amtskollegen Erdoğan für diese Vermittlung. Gleichzeitig setzte Ankara seine Unterstützung der ukrainischen Verteidigung – wenn auch diskret – fort. Türkische Rüstungsfirmen lieferten der Ukraine militärische Ausrüstung und türkische Bayraktar-Drohnen spielten besonders zu Beginn des Krieges eine wichtige Rolle bei der Verteidigung des Landes. Im Dezember 2024 ernannte Präsident Selenskyj mit dem Krimtataren Nariman Dzhelyal erstmals einen Angehörigen dieser Minderheit zum ukrainischen Botschafter in Ankara, eine symbolische Geste. Im Juni 2025 war die Türkei erneut Gastgeberland für die ersten russisch-ukrainischen Friedensgespräche seit drei Jahren.

## Wirtschaftsbeziehungen
Die wirtschaftlichen Beziehungen zwischen der Ukraine und der Türkei haben sich seit 1991 dynamisch entwickelt. Das bilaterale Handelsvolumen stieg von rund 4,8 Mrd. US-Dollar im Jahr 2019 auf 7,3 Mrd. US-Dollar im Jahr 2023. Die Türkei ratifizierte das ein bilaterales Freihandelsabkommen im August 2024, welches die gegenseitige Abschaffung von Zöllen auf 95 % der Waren vorsieht und das bilaterale Handelsvolumen auf über 10 Mrd. US-Dollar steigern soll. Bereits vor Inkrafttreten des Abkommens pflegten beide Länder rege Handelskontakte. Die Ukraine exportiert traditionell vor allem Rohstoffe und landwirtschaftliche Erzeugnisse (Getreide, Ölsaaten, Metalle) in die Türkei, während umgekehrt türkische Industrieprodukte (Maschinen, Fahrzeuge, Textilien, Chemieerzeugnisse) und Konsumgüter in die Ukraine geliefert werden. Etwa 600 türkische Firmen haben in der Ukraine investiert, zusammen in Höhe von ca. 3 Mrd. US-Dollar. Besonders im Bausektor sind viele türkische Unternehmen tätig. Dank der 2017 eingeführten visafreien Einreise und günstiger Angebote besuchten 2019 1,6 Millionen Ukrainer die Türkei, sie stellten damit einer größten ausländischen Touristengruppe.

## Militärbeziehungen
Als Schwarzmeer-Anrainer und wichtiger NATO-Staat spielt die Türkei eine sicherheitspolitisch relevante Rolle für die Ukraine. Schon in den 1990er-Jahren trat die Ukraine dem NATO-Programm Partnership for Peace bei, wobei die Türkei als Fürsprecher und Trainingspartner auftrat. So beteiligt sich die Türkei regelmäßig an der jährlichen US-ukrainischen Marineübung Sea Breeze im Schwarzen Meer, in der maritime Einsatzverfahren und die Zusammenarbeit mit NATO-Verbündeten geprobt werden. Nach 2014 hat die Türkei mit der Ukraine Rüstungsgeschäfte vereinbart (200 BMC-Kirpi-Panzerfahrzeuge sowie vier Korvetten der türkischen Ada-Klasse und Bayraktar-Drohnen). Darüber hinaus unterzeichneten beide Länder verschiedene Memoranden zur Rüstungskooperation – darunter ein Abkommen über ein gemeinsames Trainings- und Wartungszentrum für Drohnen und den Bau einer Fabrik für türkische Drohen in der Ukraine sowie weitere Waffenlieferungen, die auch türkische Mini-U-Boote umfassen sollen. Die Türkei hat sich wiederholt öffentlich für einen NATO-Beitritt der Ukraine ausgesprochen.

## Kulturbeziehungen
Die Kulturbeziehungen zwischen der Ukraine und der Türkei sind geprägt von historischen Verbindungen, Diaspora-Netzwerken und einem wachsenden Austausch in Gegenwart und Alltag. Eine besondere Rolle spielt die krimtatarische Gemeinschaft: Aufgrund der erzwungenen Emigration seit dem 18. Jahrhundert leben in der Türkei heute Millionen Menschen tatarisch-krimscher Herkunft. Ankara wiederum unterstützt kulturelle und religiöse Belange der Krimtataren – beispielsweise wurde 2015 in der Türkei ein Gedenkmuseum für die Deportation der Krimtataren 1944 unter Stalin eröffnet. Auf ukrainischer Seite wird die krimtatarische Kultur als Teil des eigenen kulturellen Erbes anerkannt; 2017 nahm die ukrainische Regierung die Krimtataren offiziell in den Rat der ukrainischen Diaspora auf.
Nach 2014 sind verstärkt ukrainische Diaspora-Organisationen in der Türkei gegründet worden. Sie widmen sich dem Erhalt der ukrainischen Sprache und Kultur im Ausland, organisieren Sprachkurse, Folkloreabende und Gedenkveranstaltungen. So werden in Istanbul und Ankara jedes Jahr Gedenktage zum Holodomor (der Hungersnot 1932/33) und zu bedeutenden historischen Ereignissen der Ukraine begangen, häufig in Kooperation mit krimtatarischen Organisationen. Vor 2014 lebten schätzungsweise nur etwa 20.000–30.000 Ukrainer in der Türkei, zumeist Arbeitsmigranten oder binational Verheiratete. Nach 2022 fanden zwischen 70.000 und 150.000 Menschen aus der Ukraine Zuflucht in der Türkei.

## Diplomatische Standorte
- Die Türkei betreibt eine Botschaft in Kiew und ein Generalkonsulat in Odessa.
- Die Ukraine betreibt eine Botschaft in Ankara und Generalkonsulate in Antalya und Istanbul.